# Борман Георгій Григорович
Георгій Григорович Борман (1875 або 6 лютого 1873, Санкт-Петербург, Російська імперія — 8 січня 1952, Париж, Франція) — російський підприємець, син Григорія Миколайовича Бормана, з 1899 директор товариства «Жорж Борман».

## Життєпис
Народився в Санкт-Петербурзі в 1875.
У 1883—1890 навчався в Петербурзькій школі Карла Мая . Після закінчення гімназії продовжив освіту у комерційній академії у Лейпцигу . Близько двох років стажувався у Німеччині, де вивчав кондитерське виробництво. У 1893 він повернувся до Петербурга.
На рубежі XIX — XX століть осучаснив і значно розширив виробництво цукерок на кондитерській фабриці на Англійському проспекті.
У 1895 разом з батьком він перетворив справу на товариство на паях зі статутним капіталом 1,6 млн карбованців.
У 1896 відкрив кондитерську фабрику в Харкові, а згодом і дві великі крамниці. Спільно з компаньйонами розширив асортимент товарів, зробивши акцент на виготовленні недорогих, доступних широкому колу споживачів кондитерських виробів.
На початку XX століття ініціював рішення щодо створення в Санкт-Петербурзі мережі спеціалізованих кондитерських крамниць.
1917 залишив Росію. Оселився у Франції з 1920, де в Парижі відкрив кондитерський магазин (26, av. de l'Opéra, 9-е).
Похований на кладовищі Сент-Женевьев-де-Буа.